# Zsédeny
Zsédeny [žédeň] je obec v Maďarsku v župě Vas, spadající pod okres Sárvár. Nachází se v blízkosti dálnice M86, asi 11 km severozápadně od Sárváru, 30 km severovýchodně od Szombathely a asi 196 km jihozápadně od Budapešti. V roce 2024 zde žilo 212 obyvatel.
První písemná zmínka o obci pochází z roku 1238, oblast však byla již osídlena mnohem dříve. V Zsédeny se nacházejí (i přes poměrně malou velikost obce) dva kostely – římskokatolický kostel svatého Martina a evangelický kostel. Rovněž je zde kúria rodu Maróthyů, postavená v polovině 19. století v romanticko-eklektickém stylu. Prochází tudy hlavní silnice 84, nedaleko je nájezd na dálnici M86.

## Sousední obce
| Růžice kompasu | Hegyfalu |          | Vasegerszeg | Růžice kompasu |
| Růžice kompasu |          | Sever    | Jákfa       | Růžice kompasu |
| Růžice kompasu | Zsédeny  |          | Jákfa       | Růžice kompasu |
| Růžice kompasu | Jih      |          | Jákfa       | Růžice kompasu |
| Růžice kompasu |          | Rábapaty |             | Růžice kompasu |